# 校墓處
《校墓處》是一部2007年的恐怖電影，由一班年輕的歌手演員拍攝，在香港2007年3月15日上映。

## 劇情
二十年前，納蘭慕德中學經歷過一場火災後，牆上無故出現像人影似的污蹟，夜半又傳出歌聲，各種可怕的鬼怪傳說在學校裡流傳。
在教育政策下，高強、查理、賓仔和阿狄被派到納蘭中學這間女校，沉悶的寄宿女校亦因男生的出現一下子變得鬧哄哄。戀愛和叛逆是年青人的權利，無論訓導主任方小怡如何禁止也沒用。在一次男女生暗地裡開的派對之後，眾人的感情更是突飛猛進，而就在情到濃時，隱藏了二十年的追魂詛咒也啟動了。阿狄、阿絲、阿Cat離奇失蹤死亡，令高強和逸敏陷於崩潰邊緣，決定挑戰「嚴禁談戀愛」這條違反天理的校規。此時，因火災而消失了的校務處又再次出現，而犯了規的學生會聽見訓導主任阮詩音的宜佈：XXX，請立即到校務處……更會被突然出現的校務處的門捉了進去……訓導主任阮詩音的冤魂靜靜地步出，更一步一步的逼近。

## 演員
| 演員   | 角色   | 身分                     | 犯下的校規或罪行                     | 死法 |
| 李蕙敏 | 方小怡 | 訓導主任                 | /                                    | 最后为救何逸敏及高翰强而被火烧死。                                                                        |
| 傅 穎  | 何逸敏 | 校內風紀學生             | 談戀愛 午夜闖入學校                  | 被阮詩音杀害後附身 第七位死者                                                                             |
| 徐天佑 | 高翰強 | 校內學生，喜歡敏         | 談戀愛 午夜闖入學校                  | 被阮詩音附身的何逸敏殺害 第八位死者                                                                       |
| 梁靖琪 | 黎喜絲 | 校內壞學生               | 吸煙，校服不合規格，過了11點還未睡覺 | 被阮詩音割腿罰抄校規100次而失血過多致死 第三位死者                                                        |
| 張致恆 | 狄志恆 | 校內學生                 | 11點過後沒進宿舍                     | 被阮詩音杀害 第一位死者                                                                                   |
| 陳美詩 | 羅少芳 | 校內學生，討厭賓         | 午夜闖入學校                         | 曾被拉進校墓處，後獲救 此戲結尾唯一生還者                                                                 |
| 麥子豪 | 劉卓賓 | 校內學生，喜歡芳         | 談戀愛 午夜闖入學校                  | 被阮詩音掐死 第六位死者                                                                                   |
| 李逸朗 | 李國忠 | 校內學生，喜歡琪         | 談戀愛                               | 被阮诗音上吊而死 第五位死者                                                                               |
| 傅嘉莉 | 蘇子琪 | 校內學生，喜歡忠         | 談戀愛                               | 被阮詩音推下樓而死 第四位死者                                                                             |
| 袁偉豪 | 阿文   | 非校內學生，黎喜絲男朋友 | /                                    | 被門夾爆頭而死 第二位死者                                                                                 |
| 張國強 | 何金泰 | 死去的校長               | 跟阮詩音偷情                         | 因内疚自己害死阮诗音而上吊自杀身亡。                                                                      |
| 謝雪心 | 方 萍  | 校長太太，小怡的姑姑     | /                                    | 于二十年前因丈夫与阮诗音偷情而纵火烧死阮诗音，而自己都因校务处爆炸而受重伤 于二十年后被阮诗音的鬼魂打死。 |
| 賈曉晨 | 阮詩音 | 女鬼，死去的訓導主任     | 跟校長偷情                           | 于二十年前因跟何金泰偷情而被方萍烧死，尸体到至今下落不明 口头禅：你犯咗第一条校规 不准谈恋爱。            |

## 軼事
- 本片於2005年拍攝完畢，卻於2007年才上映。
- 本片八位年輕演員，有六位都是樂壇偶像組合成員，其中女主角傅穎來自四人女子組合Cookies，而男主角徐天佑來自二人男子組合Shine。其餘更有來自Sun Boy'z的張致恆及麥子豪，以及來自女生宿舍的陳美詩及梁靖琪。而除了來自組合的六位，另外兩位李逸朗及傅嘉莉亦曾在2003年劇集《當四葉草碰上劍尖時》中合作。
- 傅穎與李逸朗曾於2004年在電影《失驚無神》中合作。

## 外部連結
- 開眼電影網上《校墓處》的資料（繁體中文）
- 豆瓣电影上《校墓處》的資料 （简体中文）
- 时光网上《校墓處》的資料（简体中文）
- 爛番茄上《校墓處》的資料（英文）
- 香港影庫上《校墓處》的資料（繁體中文）
- 互联网电影数据库（IMDb）上《校墓處》的资料（英文）